# Kabaneri of the Iron Fortress
Autre
Kabaneri of the Iron Fortress (甲鉄城のカバネリ, Kōtetsujō no Kabaneri, litt. le « Kabaneri de la Forteresse de Fer ») est une série d'animation japonaise produite par Wit Studio. La réalisation est dirigée par Tetsurō Araki, avec un scénario écrit par Ichirō Ōkouchi. Le dessin des personnages est effectué par Haruhiko Mikimoto (en) et la musique est composée par Hiroyuki Sawano.
Deux films récapitulatifs ont été diffusés au Japon, respectivement les 31 décembre 2016 et 7 janvier 2017.
Un autre projet d'animation initialement prévu pour 2018 sera repoussé à l'année suivante, le film Kabaneri of the Iron Fortress : The Battle of Unato (甲鉄城のカバネリ 〜海門決戦〜, Kōtetsujō no Kabaneri : Unato Kessen) sorti le 10 mai 2019 au Japon.
La prépublication d'une adaptation en manga dessinée par Shirō Yoshida est annoncée le  dans le magazine Monthly Comic Garden du mois d'avril 2016 pour celui de mai.
La production d'un jeu vidéo pour PC, Android et iOS est également annoncée lors du Tokyo Game Show de la même année.

## Synopsis
Durant la révolution industrielle, une mystérieuse pandémie frappe le monde et ne tarde pas à se répandre jusqu'aux confins de l'Orient, même dans l'île souveraine de Hinomoto. Les personnes elles-mêmes infectées ou mordues par d'autres Humains infectés sont transformées en Kabane (カバネ, « cadavre »), redoutables morts-vivants avides de sang dont l'extermination est extrêmement difficile. En effet, le cœur des Kabane est recouvert d'un film d'acier spécial qui rend la plupart des armes conventionnelles (armes blanches et fusils à vapeur) des bushi inefficaces.
Dissuadés de toute idée d'attaque frontale contre les Kabane, les Humains restants vont se retrancher dans des « stations » aux allures de forteresses reliées les unes aux autres par des trains blindés, les hayajiro (駿城, Hayajirō, « Fort à grande vitesse »).
C'est dans ce contexte qu'un jour, un hayajiro infesté de Kabane vient se fracasser aux portes de la station d'Aragane. Un jeune mécanicien nommé Ikoma prend son courage à deux mains et choisit de lutter contre l'envahisseur. Blessé dans son combat, il n'a d'autre choix que de tenter d'endiguer la progression du virus dans son corps, ce qu'il réussit à faire : il devient alors un Kabaneri, un être doté d'une force extraordinaire qui se situe à la frontière entre l'Humain et le Kabane.
Grâce à Mumei (無名, litt. « Sans-Nom »), une autre Kabaneri, Ikoma va embarquer tant bien que mal à bord du Koutetsujou (甲鉄城, Kōtetsujō, litt. la « Forteresse de Fer ») avec les rescapés en direction de la ville la plus fortifiée du pays.
Ainsi commence le long et périlleux voyage des survivants de la station d'Aragane.

## Personnages

### Principaux
Ikoma (生駒) / « le Kabaneri errant » (野良のカバネリ, Nora no Kabaneri) (par Sōei Arata)
Voix japonaise : Tasuku Hatanaka (en), voix française : Michaël Maïnö
- Âge : 17 ans
- Date d'anniversaire : 25 février

Le protagoniste masculin principal de l'histoire, un mécanicien spécialisé dans les machines à vapeur qui travaille à la station d'Aragane.
Initialement originaire d'une autre station, il voue une haine féroce envers les Kabane qui lui ont pris sa mère, puis sa sœur et l'ont forcé à fuir, quelques années auparavant. Il consacre d'ailleurs une bonne partie de son temps et de son énergie à chercher un moyen de les vaincre : ses recherches l'ont amené à créer une arme de corps à corps qui consiste en une combinaison de vapeur à haute pression et de poudre à canon injectée dans une grande cartouche, arme dont il a pu tester l'efficacité sur un Kabane au prix d'une morsure durant l'attaque de sa nouvelle station. Il réussira néanmoins à arrêter sa transformation par compression de l'artère carotide commune à l'aide d'un garrot.
Devenu un Kabaneri, à mi-chemin entre l'Humain et le Kabane, Ikoma possède d'un côté les avantages d'avoir une force et une capacité de régénération sans pareilles, de l'autre les inconvénients d'inspirer la peur et la méfiance collective des Humains normaux.
Le jeune homme sera néanmoins épaulé par Mumei, à laquelle il fait plus tard la promesse de trouver un moyen pour la faire redevenir humaine.
« Mumei » (無名, « Sans-Nom ») (surnom) / Hozumi (穂積) (nom de naissance)
Voix japonaise : Sayaka Senbongi, voix française : Karl-Line Heller
- Âge : 12 ans
- Date d'anniversaire : 20 octobre

La protagoniste féminine principale de l'histoire, une mystérieuse jeune fille qui apparaît pour la première fois en tant qu'invitée du seigneur de la station d'Aragane, et dont les objectifs sont assez flous.
Son nom réel est Hozumi : petite, elle a perdu sa mère lorsqu'un homme ayant perdu sa lucidité lors d'une attaque des Kabane s'est mis à tirer frénétiquement sur les personnes qu'il soupçonnait d'être contaminées. Un autre homme, Biba, s'est alors interposé et a vivement conseillé à l'enfant de tuer elle-même l'assassin de sa mère. Cela fait, Biba l'a recueillie et renommée Mumei, première étape nécessaire pour lui apprendre sa philosophie : « Les faibles meurent, seuls les plus forts survivent ». Elle est par la suite devenue volontairement un Kabaneri, par injection de sang contaminé.
Sa rencontre avec Ikoma, qui voit un peu de sa défunte sœur Hatsune en elle, va changer petit à petit sa manière de penser : d'abord très détachée, insouciante et peu altruiste, Mumei va finir par nouer des liens avec les passagers du Koutetsujou, particulièrement avec Ikoma dont le mode de pensée est, contrairement à leur condition, à l'opposé du sien.

### Secondaires

#### Clan Yomogawa
Uji (clan étendu) de la famille Yomogawa régissant et protégeant la station d'Aragane sous l'autorité de leur chef de clan, le seigneur Kenshou Yomogawa. Après la chute de leur station, les survivants du clan passent sous l'autorité de sa fille, Ayame Yomogawa, et administrent sous ses ordres la sécurité ainsi que la vie à bord du Koutetsujou.
Ayame Yomogawa (四方川 菖蒲, Yomogawa Ayame)
Voix japonaise : Maaya Uchida, voix française : Sandra Vandroux
- Âge : 17 ans
- Date d'anniversaire : 6 juin

Ayame est la fille de la famille Yomogawa, qui régit la station d'Aragane.
Elle possède la clef maîtresse qui permet de mettre en marche le Koutetsujou. À la suite de la transformation de son père en Kabane, elle devient la meneuse du clan ainsi que des survivants de la station d'Aragane.
De nature courageuse, douce et extrêmement altruiste, la jeune noble se soucie beaucoup du bien-être de l'ensemble des passagers du Koutetsujou : ce tempérament ne l'empêche cependant pas de manier des armes telles que l'arc à vapeur ou les armes blanches, épaulée par les conseils de Kurusu. D'abord indécise sur les décisions à prendre en temps et en heure, Ayame acquiert naturellement plus de confiance et de charisme au cours de l'histoire.
Kurusu (来栖)
Voix japonaise : Toshiki Masuda, voix française : Damien Laquet
- Âge : 17 ans
- Date d'anniversaire : 24 septembre

Un samurai qui sert la famille Yomogawa en tant que garde du corps (et factuellement, maître d'armes) personnel d'Ayame.
De tous les bushi à bord du Koutetsujou, il semble être le meilleur épéiste. Malgré sa méfiance envers Ikoma et Mumei, il finit par reconnaître leur utilité en tant que Kabaneri : il a notamment reçu une solide lame trempée en acier de Kabane de la part du jeune mécanicien.
Bien qu'assez fier, rigide et ferme de nature, Kurusu a tendance à perdre sa contenance et rougir rapidement lorsqu'Ayame s'inquiète pour lui ou lui témoigne de l'attention.
Kibito (吉備土)
Voix japonaise : Kensuke Satou, voix française : Hyppolite Audouy
- Âge : 19 ans
- Date d'anniversaire : 24 juin

Kibito est un bushi qui sert la famille Yomogawa.
D'un tempérament calme, il fait face à toutes les situations avec une grande maîtrise.
Contrairement à ses frères d'armes, il est raisonnable et même amical avec les Kabaneri.

#### Personnel duKoutetsujou
Mécaniciens et autres techniciens survivants de la chute de la station d'Aragane, ils gèrent le fonctionnement et la maintenance du Koutetsujou.
Takumi (逞生)
Voix japonaise : Yūki Kaji, voix française : Sébastien Mortamet
- Âge : 17 ans
- Date d'anniversaire : 8 août

Le meilleur ami d'Ikoma et camarade mécanicien.
Il l'a aidé à développer diverses armes dont le pistolet qui permet de percer le cœur des Kabane, ainsi que les lames en acier de Kabane.
Takumi a été la toute première personne à croire en la force et en l'intégrité d'Ikoma après sa transformation en Kabaneri : il fait ainsi partie des rares personnes spontanément volontaires pour donner leur sang aux Kabaneri.
Kajika (鰍)
Voix japonaise : Kanae Oki (en), voix française : Sarah Cornibert
- Âge : 15 ans
- Date d'anniversaire : 18 août

Une amie d'Ikoma et de Takumi, également mécanicienne.
Très protectrice, Kajika prend en charge les enfants qui ont perdu leur famille. Elle sympathise rapidement avec Mumei.
Yukina (侑那)
Voix japonaise : Mariya Ise, voix française : Elsa de Breyne
- Âge : 16 ans
- Date d'anniversaire : 26 janvier

Un membre de l'équipage qui s'occupe de la maintenance du Koutetsujou et en devient la conductrice attitrée.
C'est une fille calme, stoïque et taciturne, mais elle sait aussi faire preuve de compassion, notamment lorsqu'elle tente de cacher à un enfant le destin tragique de son père qui était à bord du Fusoujou, le hayajiro qui a déraillé dans la station d'Aragane et provoqué sa chute.
Bien qu'elle n'est qu'apprentie, Yukina devient par la nécessité des circonstances l'ingénieur en chef du Koutetsujou.
Sukari (巣刈)
Voix japonaise : Ryōta Ōsaka (en), voix française : Julien Dutel
- Âge : 15 ans
- Date d'anniversaire : 10 avril

Un autre membre de l'équipe de maintenance du Koutetsujou.
Très franc, voire parfois cynique, le jeune mécanicien n'hésite pas à exprimer sa pensée comme il l'entend. Sa personnalité est un peu à l'opposé de celle de Yukina, cependant il n'est pas dépourvu de cœur : lorsque Sukari entend la conversation entre cette dernière et l'enfant qui ignore qu'il a déjà perdu son père, qui était à bord du Fusoujou, il prend spontanément l'initiative de tout lui révéler, sans réserve mais non sans tact. Il leur explique qu'il est selon lui bien plus cruel d'attendre un père qui ne reviendra jamais, que de le savoir mort.
En dehors de son travail sur le Koutetsujou, Sukari qui sait faire ce qui doit être fait, n'hésite pas à aller au combat et endosser des tâches déplaisantes.

### Antagonistes
Biba Amatori (天鳥 美馬, Amatori Biba) / « le Libérateur » (解放者, Kaihō-sha) (surnom) / « Grand frère » (兄様, Nī-sama) (par Mumei)
Voix japonaise : Mamoru Miyano, voix française : Laurent Pasquier
- Âge : 22 ans
- Date d'anniversaire : 6 décembre

Le sauveur de Mumei, fils déshérité du shogun, chef des Chasseurs (狩方衆, Karikatashū) et principal antagoniste de la série.
Enfant, il avait de bons souvenirs avec son père jusqu'au jour où celui-ci a sombré dans une sorte de paranoïa, blessant son fils à plusieurs reprises : Biba se fera la première fois taillader le dos durant une nuit où son père s'en justifia par la peur, qui l'aurait poussé à commettre un tel acte ; à douze ans, il est envoyé en guerre contre les Kabane à l'extrême ouest d'Hinomoto (vers l'équivalent de l'île de Kyūshū dans cet univers), à la tête de plusieurs milliers d'hommes. Si la bataille semblait être en leur faveur au début, elle va rapidement tourner au cauchemar lorsque les ravitaillements de son armée seront soudainement coupés, par ordre direct de son père : ses soldats livrés à eux-mêmes se feront alors massacrer par les Kabane.
Pendant les dix années qui suivront ce carnage, Biba aura fondé un groupe de combattants d'élite, les Chasseurs, et rassemblé des scientifiques menant des recherches sur les Kabane et les Kabaneri.
Doté d'un grand charisme et perçu comme un héros par le peuple, il s'entoure de guerriers à la fois loyaux (comme Horobi, qui se donne corps et âme à sa cause) et aguerris (comme Mumei, qui a un attachement sororal envers lui) n'hésitant pas à donner leur vie pour l'idéal de leur maître : « Seuls les plus forts survivent ».

#### Chasseurs
Groupe armé et organisé de combattants aguerris fondé par leur chef Biba Amatori dix ans avant leur introduction dans l'histoire, ils affrontent les Kabane et incluent parmi eux des scientifiques faisant des recherches au sujet desdites créatures, ainsi que des Kabaneri. Ils occupent le Kokujou et sont entièrement dévoués à la cause de Biba.
Horobi (滅火)
Voix japonaise : Aya Endō
Plus puissante parmi les Chasseurs, elle est une Kabaneri comme Mumei.
Subordonnée d'une loyauté sans faille envers Biba, elle le laisse consciemment l'utiliser comme un outil.
Uryū (瓜生)
Voix japonaise : Kaito Ishikawa
Deuxième plus puissant parmi les Chasseurs, derrière Horobi.
Il dirige essentiellement les troupes mobiles (機動部隊, Kidō butai).
Sahari (沙梁)
Voix japonaise : Takanori Hoshino
Suppléant chargé d'organiser les Chasseurs.
Sōei Arata (非重莊衛, Arata Sōei)
Voix japonaise : Mitsuru Ogata
L'un des scientifiques des Chasseurs, il consacre tout son temps à l'étude des Kabane et Kabaneri avec Biba.
Il surnomme Ikoma « le Kabaneri errant » (野良のカバネリ, Nora no Kabaneri).

### Autres
Kenshou Yomogawa (四方川 堅将, Yomogawa Kenshō)
Voix japonaise : Takaya Hashi, voix française : Jean-Marc Galéra
Le seigneur de la station d'Aragane, chef du clan Yomogawa et père d'Ayame.
Il compte parmi les victimes tombées durant la chute de sa station : tandis qu'il était parti avec des hommes en avant-garde de sa fille pour sécuriser l'accès au Koutetsujou, il est revu par cette dernière à leur départ imminent de la station, marchant sur les rails en direction du hayajiro et changé en Kabane. Il finit sous les roues de la « Forteresse de Fer ».

### Arlésiennes
Hatsune (初音)
Voix japonaise : Seria Fukagawa
L'aimante sœur cadette d'Ikoma, décédée avant le début de l'histoire et à l'origine de son désir personnel d'exterminer les Kabane, elle n'apparaît qu'au travers de souvenirs de son frère aîné, qui ressent de la culpabilité vis-à-vis d'elle. Ikoma la voit un peu en Mumei, ce qui explique son désir ardent de « sauver » cette dernière.
Alors que la précédente station où elle résidait paisiblement avec son frère tombait sous l'attaque des Kabane, Hatsune fut tuée durant leur fuite : elle-même attaquée (durant un moment d'inattention de son aîné) et mordue par l'un d'entre eux, elle fut laissée sur place par un Ikoma apeuré. N'ayant pu trouver d'aide dans la débâcle, il revint sur ses pas pour retrouver Hatsune au début de sa transformation en Kabane : afin de ne pas la laisser subir ce sort, il utilisa alors un sac de suicide sur elle en lui promettant de prendre leur revanche sur les Kabane.
La gemme de turquoise que ce dernier porte en amulette à sa main est tout ce qui lui reste de sa sœur : elle faisait partie d'une paire trouvée dans un ruisseau et qu'ils s'étaient partagés en guise de porte-bonheur, conservant la seconde pour elle-même. Postérieurement à sa mort, son frère assume auprès de Mumei la croyance selon laquelle son esprit abriterait ladite gemme et veillerait sur lui.

### Exclusifs aufilm d'animation

#### Château d'Unato
Ancienne demeure du seigneur d'Unato avant sa chute, cinq ans avant l'arrivée du Koutetsujou, elle est depuis lors abandonnée par les habitants au même titre que l'ancienne ville, qu'elle surplombe.
Kageyuki Komai (駒井 景之, Komai Kageyuki)
Voix japonaise : Shin'ichirō Miki
Principal antagoniste du film sous-titré Unato Kessen.
Les vagues de Kabane insolites qui apparaissent régulièrement à Unato, et menacent ses habitants de la ville fortifiée, semblent être liées à lui et à son ancien château abandonné qui surplombe la région.
Ancien seigneur apprécié d'Unato résidant dans le château avec Miyuki, sa bien-aimée fille, il est devenu un Kabaneri en défendant ses sujets d'une attaque des Kabane cinq ans auparavant, mordu par l'un d'eux mais survivant à sa transformation en s'étranglant : toutefois, les bushi du shogunat Amatori ayant perdu leur lucidité, se sont retournés contre lui par peur mais ont accidentellement tué Miyuki, qui s'était interposée alors qu'ils s'en prenaient à lui. Après les avoir massacrés sous le coup du chagrin, il a transformé sa fille en la mordant afin de la garder auprès de lui.
Il manie avec une excellence surhumaine un fusil de précision.
Miyuki Komai (駒井 深雪, Komai Miyuki)
Voix japonaise : Rikako Aida
Personnage du film sous-titré Unato Kessen, elle est la fille bien-aimée de Kageyuki Komai.
Elle résidait paisiblement au château d'Unato avec son père, seigneur apprécié, jusqu'à ce qu'il devienne un Kabaneri en défendant leurs sujets d'une attaque des Kabane cinq ans auparavant : les bushi du shogunat Amatori ayant toutefois perdu leur lucidité, elle s'est faite accidentellement tuée en s'interposant quand ils ont tenté de s'en prendre à son père. Après le massacre de ces derniers, elle a été mordue et transformée par Kageyuki qui, fou de chagrin, ne voulait pas la perdre.
Elle a passé les années qui suivent recluse au château avec son père et encagée dans un cocon, à entamer une lente transformation en noyau pour une Colonie.

#### Station d'Unato
Nouvelle ville (fortifiée) d'Unato par opposition à l'ancienne, abandonnée depuis sa chute aux mains des Kabane.
Unmo (雲母)
Voix japonaise : Eiji Hanawa
Personnage du film sous-titré Unato Kessen, il est chef de famille à la station d'Unato et participe à la protection de son village natal ainsi que de ses habitants.
Ancien vassal de Kageyuki Komai, il était présent lorsqu'il y a cinq ans de cela, les bushi du shogunat s'en prirent à son maître après sa transformation en Kabaneri et furent massacrés pour la mort de sa fille : il s'en veut depuis lors de n'être pas intervenu comme il l'aurait voulu ce jour-là.

### Exclusifs aujeu vidéo

#### Orphelins de la station Katsuki
Principaux protagonistes du jeu de rôle vidéoludique Koutetsujou no Kabaneri -Ran- Hajimaru Michiato, ils sont les survivants d'une attaque des Kabane sur leur station tombée, et recrutés pour lutter contre ces derniers.
Kaname (要)
Voix japonaise : Shouhei Komatsu
Il se bat avec deux lames et déteste les bushi, qui ne sont pas venus en aide à sa famille.
Haya (葉矢)
Voix japonaise : Tomoyo Kurosawa
Elle est née un 1er mai et se bat avec deux pistolets.
Chihiro (千尋)
Voix japonaise : Yūichirou Umehara
Il est rationaliste et se bat avec un fusil.

#### Kokutetsushū
Le Kokutetsushū (國鉄衆, litt. « [Groupe des] Gens des chemins de fer nationaux ») est un groupe se dédiant à gérer le réseau ferroviaire interconnectant les stations.
Yatori (八鳥)
Voix japonaise : Hiromi Igarashi
Femme en uniforme gérant le réseau ferroviaire en qualité de membre du Kokutetsushū.

## Glossaire
Hormis les créatures autres que les Kabane, l'ensemble des termes qui vont suivre sont ceux présentés par le réalisateur, Tetsuro Araki, sur le site officiel de la série TV.

### Créatures
Kabane (カバネ, « cadavre »)
Des morts-vivants soudainement apparus en Europe durant la révolution industrielle.
D'abord perçue comme une sombre rumeur, l'existence de créatures immortelles et agressives envers les humains est vite devenue une réalité lorsque les pays de l'Europe de l'Est ont été engloutis par la rage des Kabane. La motivation de ces derniers reste inconnue.
Immortels par leur capacité à se régénérer, ils ont la particularité d'avoir leur unique point faible, un noyau situé au niveau du cœur, protégé par une carapace spontanément étendue à la cage thoracique et composée d'un minerai difficile, voire impossible à pénétrer sans arme de ce même matériau et spécialement conçue à cette fin. Ils sont très sensibles au sang humain, qu'ils peuvent sentir sur de longues distances et qui les attire comme un aimant.
Dépourvu de conscience et parfois imprévisible, un Kabane qui mord puis commence à vider de son sang une personne peut brutalement changer de cible, même si sa précédente victime n'est pas morte. Ils ne semblent également pas affectés outre mesure par une absence d'apport sanguin.
- Wazatori (ワザトリ?, « imitateur »)

Kabane plus agile, habile et réactif que ses semblables, à force de batailles les Wazatori sont devenus par exemple capables, même grossièrement et sans y réfléchir, de manier des armes et de combattre sérieusement, les rendant — avec leur vitesse de réaction ainsi que leurs facultés de mort-vivant — très dangereux au corps à corps.
- Colonie (融合群体, Yūgō guntai?, « colonie agglutinée ») / « fumée noire » (黒煙, Kuro keburi?) (périphrase)

Un gigantesque amas de Kabane qui se rassemblent pour former un énorme Kabane humanoïde.
Il peut absorber indistinctement des humains ou des Kabane pour se grossir davantage. Son cœur est constitué par l'un d'entre eux, qui représente le seul point faible du monstre.
Kabaneri (カバネリ, « [qui a une] raison/logique de Kabane »)
Hybride mi-humain, mi-Kabane, il est obtenu lorsqu'un Humain atteint par le processus de « Kabanisation », qui se répand inéluctablement dans son corps, parvient à empêcher la contamination d'atteindre son cerveau, ce qui lui permet de conserver sa conscience humaine ainsi qu'une circonstancielle lucidité.
Un Kabaneri possède des capacités physiques largement supérieures à celles d'un simple Humain : une endurance, une force et une régénération accrue, ainsi qu'une perception de la douleur diminuée. En contrepartie, il ne peut néanmoins se nourrir d'autre chose que du sang humain.
Si un Kabaneri demeure trop longtemps sans en absorber, il perd son intégrité : son état étant semblable à celui d'un Kabane, même contre sa volonté il tentera alors de mordre tout Humain qu'il rencontrera pour se nourrir. La transformation aurait des effets différents entre les femmes et les hommes Kabaneri, qui seraient plus rares.
- Nue (鵺, Nue?)

Une Colonie créée artificiellement avec un Kabaneri en guise de cœur.
Des recherches sur ce sujet sont menées par les Chasseurs. Il s'obtient en injectant le Liquide noir audit Kabaneri. D'après Sōei, seules les femmes Kabaneri pourraient devenir le noyau d'un Nue.

### Technologie

#### Armement
Armes à vapeur (蒸気武器・蒸気兵器, Jōki-buki / Jōki-heiki, litt. « armement [sens classique / moderne] à vapeur »)
La production de poudre à canon de haute qualité à échelle industrielle n'étant pas possible dans le pays de Hinomoto, un système de moteur à vapeur intégré est utilisé pour les armes à projectile.
- Fusil et pistolet à vapeur (蒸気銃, Jōki-jū, litt. « arme à vapeur [par analogie avec les armes à feu] »)

Basé sur des modèles importés d'outre-mer, il demeure une arme de fortune contre les Kabane.
Équipé d'une chaudière portative individuelle qui insuffle au fusil de la vapeur à haute pression, sa puissance de frappe est néanmoins insuffisante pour abattre un Kabane d'un seul coup, ce qui rend son efficacité au combat relative contre eux.
L'arme sera améliorée par Ikoma et Takumi.
- Tsuranuki Zutsu (ツラヌキ筒, litt. « tube-canon à perforation/pénétration »)

Une arme inventée par Takumi et Ikoma pour éliminer les Kabane.
Son fonctionnement général repose sur la propulsion d'un jet de métal généré par la percussion d'une plaque métallique préalablement rentrée en fusion, pour perforer la carapace de métal protégeant le cœur de ces créatures. Ce prototype n'a toutefois pas atteint son véritable potentiel et est encore en cours de développement.
- En plus de ses capacités martiales (augmentées par sa condition de Kabaneri) et de lames dissimulées, Mumei utilise principalement ce type d'armement modifié contre les Kabane, que ce soit à distance avec un fusil ou au corps à corps avec ses pistolets jumeaux reliés à un moteur ceint au bas de son dos.

- Biba Amatori, quant à lui, utilise une arme hybride « sabre-pistolet » : concrètement, un sabre spécial (de ceux conçus pour lutter contre les Kabane) pourvu d'un canon dans le prolongement du dos de sa lame.

- Arc à vapeur (蒸気弓, Jōki-kyū, litt. « arc à vapeur »)

Puisque les arcs conventionnels sont inefficients, selon le procédé similaire aux fusils à vapeur il insuffle à la flèche de la vapeur à haute pression pour augmenter ses vitesse et force de frappe, et améliorer la cadence de tir ainsi que l'endurance de son utilisateur.
Ayame Yomogawa, qui est pratiquante, utilise ce type d'arme quand elle se retrouve à combattre.
Armes blanches
Sabre (刀, Katana)
Dans l'esprit très féodal du Pays de Hinomoto, le katana est ancré dans les mœurs comme porté et utilisé principalement par les samurai et bushi du shogunat : toutefois, il leur sert surtout face à d'autres humains pour faire régner l'ordre et l'autorité ou assurer la protection de leur seigneur, ce type d'arme étant peu voire pas du tout efficace contre les Kabane, dont le métal recouvrant leur cœur pare la lame.
Une alternative au problème sera toutefois trouvée pour les épéistes souhaitant les combattre.
- Face à l'inefficience des katana conventionnels contre les Kabane, un nouveau type est spécialement conçu pour les combattre : une épée dont la lame est forgée avec le même métal qui les recouvre, permettant ainsi de percer leur blindage, d'atteindre leur noyau et de les éliminer.

Des épéistes confirmés comme Kurusu (qui s'en voit offrir une par Ikoma) et Biba Amatori, utilisent ce type d'arme au combat.
Armes biologiques
Les recherches scientifiques effectuées par les Chasseurs ont amené au développement et à l'utilisation de ce type d'arme.
- Le Liquide ou plasma blanc (白血漿, Shiro kesshō?, litt. « Plasma blanc »)

Il a pour effet de dissocier une Colonie ou un Nue de son noyau (sans avoir à détruire ce dernier) quand il en reçoit et, dans le cas du Nue, d'inverser le processus de formation pour le Kabaneri jouant ce rôle.
- Le Liquide ou plasma noir (黒血漿, Kuro kesshō?, litt. « Plasma noir »)

Au contraire du Liquide blanc, il encourage le processus de « Kabanisation » de l'hôte masculin qui le reçoit, augmentant ses capacités au prix de la perte progressive de son intégrité humaine ; il peut être également utilisé pour créer une Colonie, ou en l'injectant à la femme Kabaneri servant de noyau dans le cas d'un Nue.
NB : dans les musiques 1coma et Through My Blood de la bande originale de la série, écrites en s'appuyant sur sa diégèse, cette notion est reprise en anglais dans un passage du refrain (« What color is my blood... Red, black or white? », en français « De quelle couleur est mon sang... Rouge, noir ou blanc ? »).

#### Locomotion
Hayajiro (駿城, Hayajirō, « fort à grande vitesse »)
Un type de train à vapeur blindé reliant les stations qui sont interdépendantes les unes des autres.
Le moteur de la locomotive est un McRucky Engine (マクラキー機関) développé au Royaume-Uni. Contrairement à son apparence solide et imposante, le hayajiro n'est — de base — pas destiné au combat, mais au transport de marchandises : ce n'est donc pas un engin conçu pour mettre en échec les Kabane, mais pour s'en protéger et les fuir.
- Koutetsujou (甲鉄城, Kōtetsujō, litt. la « Forteresse de Fer »)

Le hayajiro à bord duquel les protagonistes et rescapés s'échappent de la station d'Aragane lors de sa chute, puis voyagent par la suite.
Son équipage, sous la protection principale des bushi du clan Yomogawa ainsi que des Kabaneri Ikoma et Mumei, est commandé par Ayame Yomogawa. Sa maintenance quant à elle est supervisée en premier chef par Yukina, qui en devient également la conductrice attitrée.
- Fusoujou (扶桑城, Fusōjō, litt. la « Forteresse de Fusou »)

Le hayajiro de la station d'Hayatani responsable de l'invasion de celle d'Aragane par les Kabane.
Parti vers cette dernière depuis sa station récemment tombée, il se retrouve entièrement infesté de Kabane et lancé à pleine vitesse sans personne à bord pour l'arrêter : les sentinelles d'Aragane réagissant un temps trop tard à son approche, le Fusoujou déraille à l'intérieur et permet l'invasion des Kabane.
- Kokujou (克城, Kokujō, litt. la « Forteresse de la Victoire [dans la difficulté] »)

Le hayajiro utilisé par Biba Amatori et ses Chasseurs, il est aperçu pour la première fois à la station de Shitori.
Il a la particularité d'être adapté au combat et armé d'un mortier, mais d'avoir également un espace destiné aux recherches scientifiques sur les Kabane ainsi que les Kabaneri.

#### Équipement
Sac de suicide (自決袋, Jiketsu-bukuro)
Un dispositif à usage unique à utiliser par un contaminé présumé durant la période d'incubation, c'est-à-dire avant sa transformation en Kabane.
Ce geste censé être commis spontanément et volontairement dans un esprit sacrificiel d'intérêt collectif, souvent exécuté avec une certaine solennité, est contextuellement perçu et considéré — au sein de cet univers — au même titre qu'une forme de harakiri (et le dispositif, comme son « wakizashi »).
Le sac de suicide s'appose sur le sternum : une ficelle à tirer va déclencher une explosion maîtrisée qui détruira le cœur de la victime et ainsi, épargne à son entourage une exécution plus violente ou l'apparition d'un nouveau monstre.
Moteur portatif (背負い機関, seoi kikan, litt. « moteur porté à l'arrière/au dos »)
Équipement individuel courant, il est porté par tout utilisateur d'arme à vapeur sans moteur afin de permettre, lorsqu'elle est reliée à ce dernier par un câble, le fonctionnement de ladite arme en toute circonstance, tout en assurant à son porteur de conserver sa mobilité ainsi qu'une certaine liberté de mouvement dans le feu de l'action : ceci relativise le poids de la machine et son encombrement léger.
Il en existe plusieurs modèles, le plus pratique — et donc, répandu — pour un individu mobile restant celui fixé à un ceinturon en cuir, ceignant la taille et porté au bas du dos.

### Lieux
Pays de Hinomoto (日ノ本, variante libre — en lecture kun et avec un katakana — de l'archaïsme pour « Pays du Soleil levant »)
Un état féodal insulaire situé à l'Est du continent eurasien et ressemblant à un Japon uchronique dont le territoire correspondrait globalement — d'après sa cartographie — aux quatre îles principales de l'archipel japonais (Hokkaidō, Honshū, Shikoku et Kyūshū). Il est renommé ainsi à la suite de la victoire des daimyō de l'Ouest contre ceux de l'Est pendant l'époque Sengoku.
S'en suivra une période de trois siècles de paix durant laquelle la nation va activement commercer avec les pays étrangers et faire de remarquables progrès technologiques, notamment un vaste réseau ferroviaire à l'échelle nationale.
Conscient du terrible fléau qui s'abattait en Europe, le shogunat ordonna la construction de stations fortifiées à travers tout le pays pour se préparer à la menace imminente que constituaient les Kabane.
- Station d'Aragane (顕金駅, Aragane-eki)

La ville fortifiée dans laquelle vivent Ikoma et les protagonistes secondaires au début de l’histoire.
Elle est dirigée par le clan Yomogawa et spécialisée dans les industries lourdes, telles la sidérurgie et la production de machines à vapeur.
Une grande partie de la fabrication et de la maintenance des hayajiro se fait là-bas, c'est pourquoi il y a un va-et-vient permanent aux portes de la station : de ce fait, le risque d'afflux de Kabane est plus important qu'ailleurs.
- Station de Hayatani (速谷駅, Hayatani-eki)

Une ancienne ville fortifiée tombée aux mains des Kabane.
Tout ce qui en est révélé est qu'elle fut attaquée antérieurement à la station d'Aragane et que, par la suite, le Koutetsujou l'a traversée durant son trajet vers cette dernière, l'équipage pensant dans un premier temps pouvoir s'y arrêter pour une étape.
- Station de Yashiro (八代駅, Yashiro-eki)

Une ancienne ville fortifiée tombée aux mains des Kabane.
Elle a la particularité de posséder les caractéristiques d'une cité minière : beaucoup plus industrialisée que les autres stations introduites dans l'histoire, elle est également pourvue d'une grue ainsi que d'un tunnel d'exploitation.
C'est au sein de cette station que l'équipage du Koutetsujou rencontre pour la première fois une « fumée noire ».
- Station de Shitori (倭文駅, Shitori-eki)

Une petite ville fortifiée d'apparence rurale.
Tout ce qui en est révélé est qu'Ikoma y échange durant une étape une technologie qu'il a créée pour les vivres et le bambou, alors que vient de débuter la période du Tanabata. C'est également à cet endroit qu'apparaît pour la première fois le Kokujou.
- Station d'Iwato (磐戸駅, Iwato-eki)

La dernière station visitée, et étape obligatoire, pour atteindre le Kongoukaku.
Subissant une attaque de Kabane inroduits par les Chasseurs, le premier Nue de l'intrigue (créé avec lesdits Kabane et Horobi comme noyau) y apparaît et achève de faire tomber la station.
- Kongoukaku (金剛郭)

Une ville fortifiée où siège la plus grande force du Pays de Hinomoto, le shogunat Amatori.
Sorte de « capitale » réputée imprenable, elle est considérée comme l'ultime rempart contre les Kabane.
- Kyūshū (九州)

Île austro-occidentale du pays correspondant à son homologue réelle.
Assez vite tombée sous l'invasion des Kabane, le shogun Amatori dans une stratégie de reconquête y envoya, dix ans avant le début de l'histoire, quarante-mille hommes commandés par son propre fils Biba, alors âgé de douze ans : l'armée de ce dernier, qui malgré des débuts fructueux teintés de victoires militaires fut par la suite abandonnée à son sort par le shogunat et livrée à elle-même sur l'île, se fit décimer par les morts-vivants.
Même si ce n'est pas explicitement confirmé dans l'histoire, ce fut aussi très probablement à cette époque que Biba Amatori se transforma en Kabaneri.
Hokuriku (北陸, litt. « Terre du Nord »)
Région se superposant avec la réelle zone géographique homonyme, dans la région du Chūbu.
- Unato (海門)

Lieudit situé au centre de l'intrigue du film sous-titré Unato Kessen (海門決戦, litt. « La Bataille décisive d'Unato »), il est localisé dans le réel district de Shimoniikawa, dans la préfecture de Toyama.
Il comprend à la fois :
- la station d'Unato (海門駅, Unato-eki), sa ville fortifiée ;
- les vestiges (故郷, Furusato, « ville natale » / archaïsme pour « ruines, vestiges ») de l'ancienne ville d'Unato aux alentours ;
- le château d'Unato (海門城, Unato-jō) qui la surplombe.

Pays de Nakanokuni (中ノ国, variante libre — en lecture kun et avec un katakana — de « Pays du Milieu »)
Lieudit introduit par le jeu vidéo Koutetsujou no Kabaneri -Ran- Hajimaru Michiato (dont l'intrigue se place chronologiquement entre la série animée et le long métrage Unato Kessen), il se situe quelque part dans la région du Chūbu.
- Station de Katsuki (勝木駅, Katsuki-eki)

L'ancienne ville fortifiée tombée aux mains des Kabane dont sont originaires les orphelins Kaname, Haya et Chihiro, protagonistes principaux du jeu de rôle vidéoludique.

## Production et supports

### Anime

#### Série animée
Les douze épisodes de l'anime sont initialement diffusés dans le bloc de programmation NoitaminA de la chaîne Fuji TV du 8 avril au 1er juillet 2016.
Amazon Studios détient les droits exclusifs de diffusion dans le monde entier. De ce fait, la série est diffusée en simulcast sur Amazon Prime Video aux États-Unis et au Japon. En France, elle est diffusée depuis le 14 décembre 2016 sur le service de vidéos par abonnement d'Amazontandis que la distribution BD/DVD est effectuée par @Anime. Cette dernière aussi est réalisée par le partenariat Funimation/Crunchyroll dans les pays anglophones (respectivement pour l'Australie et les États-Unis),. En novembre 2019, la série est également diffusée en streaming sur Crunchyroll dans le monde entier, excepté en Asie,.
Le générique d'introduction, intitulé KABANERI OF THE IRON FORTRESS, est interprété par EGOIST. Le générique de fin, intitulé ninelie, est interprété par Aimer et chelly.

#### Long-métrage animé

##### Koutetsujou no Kabaneri: Soushuuhen
Cette déclinaison en long métrage reprend les événements de la série animée. L'adaptation cinématographique est divisée en deux parties : Kabaneri of the Iron Fortress : Light that gathers (甲鉄城のカバネリ 総集編 前編 集う光, Koutetsujou no Kabaneri Soushūhen Zen‑pen Tsudou Hikari)  et Kabaneri of the Iron Fortress : Life that burns (甲鉄城のカバネリ 総集編 後編 燃える命, Koutetsujou no Kabaneri Soushūhen Kou‑hen Moeru Inochi), d'une durée respective de 107 et 104 minutes.
De par son caractère récapitulatif, certaines scènes sont raccourcies ou manquantes par rapport à la série. Cependant, il existe aussi des scènes supplémentaires exclusives au film, notamment toutes celles qui sont visibles lors de l'épilogue.
Au Japon, les droits de projection sont détenus par Shochiku Media Division. En France, le visionnage a été possible le 16 novembre 2018 aux cinémas de Paris, sous la direction de Crunchyroll.

##### Koutetsujou no Kabaneri: Unato Kessen
Il ne s'agit pas d'une histoire dérivée, mais bel et bien d'une suite de la série animée : l'histoire se déroule dans une autre station, un an et demi après la chute du Kongoukaku.
Sur Netflix, le film est divisé en trois parties. Les licences pour la projection et la distribution du film sont détenues par les mêmes acteurs que précédemment, à savoir Shochiku Media Division et Aniplex,.
L'indicatif musical du film est Sakase ya Sakase (咲かせや咲かせ, « Fleur ou Fleur »), interprété encore une fois par EGOIST.

#### Musique
Nonobstant celle du générique de début ainsi que celle de scène du film sous-titré Unato Kessen, pratiquement toutes les musiques de l’œuvre sont composées et arrangées par Hiroyuki Sawano (澤野弘之, Sawano Hiroyuki).

##### Génériques
La musique du générique de début des onze derniers épisodes (servant également de générique de fin au premier épisode), est interprétée par le duo japonais EGOIST. Celles des autres génériques de fin sont quant à elles respectivement interprétées par : Aimer with chelly (du même groupe EGOIST) pour pratiquement tous les autres épisodes, à l’exception du onzième ; et la chanteuse Aimer seule pour ce dernier, sur des paroles écrites par cAnON.
| Début    | Début                         | Début   | Fin      | Fin                           | Fin               |
| Épisodes | Titre                         | Artiste | Épisodes | Titre                         | Artiste           |
| -------- | ----------------------------- | ------- | -------- | ----------------------------- | ----------------- |
| 2–12     | KABANERI OF THE IRON FORTRESS | EGOIST  | 1        | KABANERI OF THE IRON FORTRESS | EGOIST            |
| 2–12     | KABANERI OF THE IRON FORTRESS | EGOIST  | 2–10, 12 | ninelie                       | Aimer with chelly |
| 2–12     | KABANERI OF THE IRON FORTRESS | EGOIST  | 11       | Through My Blood 〈AM〉       | Aimer             |

| Épisodes    | Titre                     | Artiste                                   |
| ----------- | ------------------------- | ----------------------------------------- |
| 1, 4, 6, 12 | KABANERIOFTHEIRONFORTRESS | Eliana (エリアンナ, Erianna)              |
| 2           | Warcry                    | mpi                                       |
| 10          | JAnoPAN                   | mpi                                       |
| 4           | Through My Blood          | Mika Kobayashi (小林未郁, Kobayashi Mika) |
| 7           | Next of Kin               | Benjamin Anderson                         |
| 12          | Grenzlinie                | Cyua                                      |
| 12          | 1coma                     | Mika Kobayashi (小林未郁, Kobayashi Mika) |
| 7           | icon                      | Eliana (エリアンナ, Erianna)              |

La musique créée pour le long-métrage animé sous-titré Unato Kessen est interprétée par EGOIST, Ryo（supercell）s'étant occupé de la composition, de l'écriture ainsi que de l'arrangement.
| Titre                             | Artiste |
| --------------------------------- | ------- |
| Sakase ya Sakase (咲かせや咲かせ) | EGOIST  |

##### Bande originale
L'album de la bande originale est sorti le 18 mai 2016 au Japon.
Cette édition est composée et arrangée par Hiroyuki Sawano.
| Liste des titres | Liste des titres          | Liste des titres | Liste des titres | Liste des titres | Liste des titres | Liste des titres | Liste des titres | Liste des titres | Liste des titres |
| No               | Titre                     | Paroles          | Interprète       | Durée            |                  |                  |                  |                  |                  |
| ---------------- | ------------------------- | ---------------- | ---------------- | ---------------- | ---------------- | ---------------- | ---------------- | ---------------- | ---------------- |
| 1.               | KABANERIOFTHEIRONFORTRESS |                  |                  | 5:18             |                  |                  |                  |                  |                  |
| 2.               | Warcry                    | Benjamin & mpi   | mpi              | 4:14             |                  |                  |                  |                  |                  |
| 3.               | KGK                       |                  |                  | 5:23             |                  |                  |                  |                  |                  |
| 4.               | JAnoPAN                   | Benjamin & mpi   | mpi              | 4:35             |                  |                  |                  |                  |                  |
| 5.               | Through My Blood          | cAnON.           | Mika Kobayashi   | 4:14             |                  |                  |                  |                  |                  |
| 6.               | noname                    |                  |                  | 4:39             |                  |                  |                  |                  |                  |
| 7.               | 88城                      |                  |                  | 4:35             |                  |                  |                  |                  |                  |
| 8.               | VIVALABIBA                |                  |                  | 4:00             |                  |                  |                  |                  |                  |
| 9.               | ComeBack音                |                  |                  | 7:15             |                  |                  |                  |                  |                  |
| 10.              | Next of Kin               | Benjamin & mpi   | Benjamin         | 3:27             |                  |                  |                  |                  |                  |
| 11.              | araganeekiNo@8女          |                  |                  | 4:38             |                  |                  |                  |                  |                  |
| 12.              | 克JOU気MACHINE甲          |                  |                  | 6:57             |                  |                  |                  |                  |                  |
| 13.              | Grenzlinie                | Rie              | Cyua             | 4:56             |                  |                  |                  |                  |                  |
| 14.              | Ktetsu上-abdli            |                  |                  | 3:38             |                  |                  |                  |                  |                  |
| 15.              | 1coma                     | cAnON.           | Mika Kobayashi   | 5:33             |                  |                  |                  |                  |                  |
| 16.              | icon                      | cAnON.           | Eliana           | 4:23             |                  |                  |                  |                  |                  |
| 77:45            |                           |                  |                  |                  |                  |                  |                  |                  |                  |

Un complément à l'album de la bande originale est sorti le 22 juin 2016 au Japon : il contient des compositions inédites ainsi que des versions alternatives et/ou instrumentales de musiques de la série.
Cette édition est aussi composée et arrangée par Hiroyuki Sawano.
| Liste des titres | Liste des titres                  | Liste des titres | Liste des titres | Liste des titres | Liste des titres | Liste des titres | Liste des titres | Liste des titres | Liste des titres |
| No               | Titre                             | Paroles          | Interprète       | Durée            |                  |                  |                  |                  |                  |
| ---------------- | --------------------------------- | ---------------- | ---------------- | ---------------- | ---------------- | ---------------- | ---------------- | ---------------- | ---------------- |
| 1.               | Warcry <MODv>                     | Benjamin & mpi   | mpi              | 4:02             |                  |                  |                  |                  |                  |
| 2.               | Next of Kin <MODv>                | Benjamin & mpi   | Benjamin         | 3:26             |                  |                  |                  |                  |                  |
| 3.               | Grenzlinie <MODv>                 | Rie              | Cyua             | 4:44             |                  |                  |                  |                  |                  |
| 4.               | KK1PfVer                          |                  |                  | 3:16             |                  |                  |                  |                  |                  |
| 5.               | KK11(m6)                          |                  |                  | 2:19             |                  |                  |                  |                  |                  |
| 6.               | KK2-5                             |                  |                  | 2:10             |                  |                  |                  |                  |                  |
| 7.               | KK2-6                             |                  |                  | 2:05             |                  |                  |                  |                  |                  |
| 8.               | KK9(m19)                          |                  |                  | 2:10             |                  |                  |                  |                  |                  |
| 9.               | KK12a                             |                  |                  | 2:55             |                  |                  |                  |                  |                  |
| 10.              | KK12b                             |                  |                  | 3:05             |                  |                  |                  |                  |                  |
| 11.              | KK12d                             |                  |                  | 3:46             |                  |                  |                  |                  |                  |
| 12.              | Warcry (Instrumental)             |                  |                  | 4:15             |                  |                  |                  |                  |                  |
| 13.              | Through My Blood (Instrumental)   |                  |                  | 4:14             |                  |                  |                  |                  |                  |
| 14.              | Next of Kin (Instrumental)        |                  |                  | 3:28             |                  |                  |                  |                  |                  |
| 15.              | icon (Instrumental)               |                  |                  | 4:24             |                  |                  |                  |                  |                  |
| 16.              | Warcry <MODv> (Instrumental)      |                  |                  | 4:02             |                  |                  |                  |                  |                  |
| 17.              | Next of Kin <MODv> (Instrumental) |                  |                  | 3:26             |                  |                  |                  |                  |                  |
| 18.              | Grenzlinie <MODv> (Instrumental)  |                  |                  | 4:42             |                  |                  |                  |                  |                  |
| 62:29            |                                   |                  |                  |                  |                  |                  |                  |                  |                  |

Une seconde édition de la bande originale répartie sur trois disques compacts, est sortie le 24 avril 2019 : en plus de regrouper les musiques des deux albums précédemment cités, elle contient des compositions inédites ainsi que des versions alternatives et/ou instrumentales de générique et musiques de la série.
Cette édition est conjointement composée et arrangée par Hiroyuki Sawano et Kohta Yamamoto.
Liste des titres
| Disque 1 (SVWC-70406) | Disque 1 (SVWC-70406)     | Disque 1 (SVWC-70406)    | Disque 1 (SVWC-70406) | Disque 1 (SVWC-70406) | Disque 1 (SVWC-70406) | Disque 1 (SVWC-70406) | Disque 1 (SVWC-70406) | Disque 1 (SVWC-70406) | Disque 1 (SVWC-70406) |
| No                    | Titre                     | Paroles                  | Interprète            | Durée                 |                       |                       |                       |                       |                       |
| --------------------- | ------------------------- | ------------------------ | --------------------- | --------------------- | --------------------- | --------------------- | --------------------- | --------------------- | --------------------- |
| 1.                    | S_TEAM                    | Hiroyuki Sawano & cAnON. | Eliana                | 3:58                  |                       |                       |                       |                       |                       |
| 2.                    | ninelie(Lv)               | Hiroyuki Sawano          | Laco                  | 4:22                  |                       |                       |                       |                       |                       |
| 3.                    | Next of Kin               | Benjamin & mpi           | Benjamin              | 3:27                  |                       |                       |                       |                       |                       |
| 4.                    | Warcry                    | Benjamin & mpi           | mpi                   | 4:14                  |                       |                       |                       |                       |                       |
| 5.                    | Through My Blood          | cAnON.                   | Mika Kobayashi        | 4:14                  |                       |                       |                       |                       |                       |
| 6.                    | Grenzlinie                | Rie                      | Cyua                  | 4:56                  |                       |                       |                       |                       |                       |
| 7.                    | icon                      | cAnON.                   | Eliana                | 4:25                  |                       |                       |                       |                       |                       |
| 8.                    | KABANERI-SEAGATE弌        |                          |                       | 5:45                  |                       |                       |                       |                       |                       |
| 9.                    | KABANERI-SEAGATE二        |                          |                       | 7:21                  |                       |                       |                       |                       |                       |
| 10.                   | 88城                      |                          |                       | 4:35                  |                       |                       |                       |                       |                       |
| 11.                   | KGK                       |                          |                       | 5:23                  |                       |                       |                       |                       |                       |
| 12.                   | ComeBack音                |                          |                       | 7:15                  |                       |                       |                       |                       |                       |
| 13.                   | 克JOU気MACHINE甲          |                          |                       | 6:57                  |                       |                       |                       |                       |                       |
| 14.                   | 1coma                     | cAnON.                   | Mika Kobayashi        | 5:33                  |                       |                       |                       |                       |                       |
| 15.                   | KABANERIOFTHEIRONFORTRESS |                          |                       | 5:18                  |                       |                       |                       |                       |                       |
| 77:43                 |                           |                          |                       |                       |                       |                       |                       |                       |                       |

| Disque 2 (SVWC-70407) | Disque 2 (SVWC-70407)           | Disque 2 (SVWC-70407) | Disque 2 (SVWC-70407) | Disque 2 (SVWC-70407) | Disque 2 (SVWC-70407) | Disque 2 (SVWC-70407) | Disque 2 (SVWC-70407) | Disque 2 (SVWC-70407) | Disque 2 (SVWC-70407) |
| No                    | Titre                           | Paroles               | Interprète            | Durée                 |                       |                       |                       |                       |                       |
| --------------------- | ------------------------------- | --------------------- | --------------------- | --------------------- | --------------------- | --------------------- | --------------------- | --------------------- | --------------------- |
| 1.                    | Warcry <MODv>                   | Benjamin & mpi        | mpi                   | 4:02                  |                       |                       |                       |                       |                       |
| 2.                    | Next of Kin <MODv>              | Benjamin & mpi        | Benjamin              | 3:26                  |                       |                       |                       |                       |                       |
| 3.                    | Grenzlinie <MODv>               | Rie                   | Cyua                  | 4:44                  |                       |                       |                       |                       |                       |
| 4.                    | JAnoPAN                         | Benjamin & mpi        | mpi                   | 4:35                  |                       |                       |                       |                       |                       |
| 5.                    | VIVALABIBA                      |                       |                       | 4:00                  |                       |                       |                       |                       |                       |
| 6.                    | noname                          |                       |                       | 4:39                  |                       |                       |                       |                       |                       |
| 7.                    | KK11(m6)                        |                       |                       | 2:19                  |                       |                       |                       |                       |                       |
| 8.                    | araganeekiNo@8女                |                       |                       | 4:38                  |                       |                       |                       |                       |                       |
| 9.                    | KK9(m19)                        |                       |                       | 2:10                  |                       |                       |                       |                       |                       |
| 10.                   | KK2-6                           |                       |                       | 2:05                  |                       |                       |                       |                       |                       |
| 11.                   | Ktetsu上-abdli                  |                       |                       | 3:39                  |                       |                       |                       |                       |                       |
| 12.                   | KK1PfVer                        |                       |                       | 3:16                  |                       |                       |                       |                       |                       |
| 13.                   | KK12a                           |                       |                       | 2:55                  |                       |                       |                       |                       |                       |
| 14.                   | KK12b                           |                       |                       | 3:05                  |                       |                       |                       |                       |                       |
| 15.                   | KK12d                           |                       |                       | 3:47                  |                       |                       |                       |                       |                       |
| 16.                   | KK2-5                           |                       |                       | 2:11                  |                       |                       |                       |                       |                       |
| 17.                   | Warcry (Instrumental)           |                       |                       | 4:15                  |                       |                       |                       |                       |                       |
| 18.                   | Through My Blood (Instrumental) |                       |                       | 4:14                  |                       |                       |                       |                       |                       |
| 19.                   | Next of Kin (Instrumental)      |                       |                       | 3:28                  |                       |                       |                       |                       |                       |
| 20.                   | icon (Instrumental)             |                       |                       | 4:24                  |                       |                       |                       |                       |                       |
| 71:51                 |                                 |                       |                       |                       |                       |                       |                       |                       |                       |

| Disque 3 (SVWC-70408) | Disque 3 (SVWC-70408)             | Disque 3 (SVWC-70408) | Disque 3 (SVWC-70408) | Disque 3 (SVWC-70408) | Disque 3 (SVWC-70408) | Disque 3 (SVWC-70408) | Disque 3 (SVWC-70408) | Disque 3 (SVWC-70408) | Disque 3 (SVWC-70408) |
| No                    | Titre                             | Paroles               | Interprète            | Durée                 |                       |                       |                       |                       |                       |
| --------------------- | --------------------------------- | --------------------- | --------------------- | --------------------- | --------------------- | --------------------- | --------------------- | --------------------- | --------------------- |
| 1.                    | S_TEAM (Instrumental)             |                       |                       | 3:59                  |                       |                       |                       |                       |                       |
| 2.                    | ninelie (LV) (Instrumental)       |                       |                       | 4:23                  |                       |                       |                       |                       |                       |
| 3.                    | Warcry <MODv> (Instrumental)      |                       |                       | 4:02                  |                       |                       |                       |                       |                       |
| 4.                    | Next of Kin <MODv> (Instrumental) |                       |                       | 3:26                  |                       |                       |                       |                       |                       |
| 5.                    | Grenzlinie <MODv> (Instrumental)  |                       |                       | 4:45                  |                       |                       |                       |                       |                       |
| 6.                    | S_TEAM –Orchestra ver             |                       |                       | 3:12                  |                       |                       |                       |                       |                       |
| 7.                    | WMN                               |                       |                       | 2:19                  |                       |                       |                       |                       |                       |
| 8.                    | WME                               |                       |                       | 2:35                  |                       |                       |                       |                       |                       |
| 9.                    | EastSoldierParty                  |                       |                       | 3:04                  |                       |                       |                       |                       |                       |
| 10.                   | JustAttack,PrayAndNotworry        |                       |                       | 2:54                  |                       |                       |                       |                       |                       |
| 11.                   | Ro T                              |                       |                       | 2:15                  |                       |                       |                       |                       |                       |
| 12.                   | No pain...                        |                       |                       | 3:23                  |                       |                       |                       |                       |                       |
| 13.                   | Assault on                        |                       |                       | 3;24                  |                       |                       |                       |                       |                       |
| 14.                   | Good luck!                        |                       |                       | 2:14                  |                       |                       |                       |                       |                       |
| 15.                   | NewUncontrollableEnemy            |                       |                       | 2:34                  |                       |                       |                       |                       |                       |
| 16.                   | Carry on Attack                   |                       |                       | 2:34                  |                       |                       |                       |                       |                       |
| 17.                   | C.S.D                             |                       |                       | 3:13                  |                       |                       |                       |                       |                       |
| 18.                   | K                                 |                       |                       | 3:34                  |                       |                       |                       |                       |                       |
| 57:50                 |                                   |                       |                       |                       |                       |                       |                       |                       |                       |

### Littérature

#### Manga
Une adaptation manga illustrée par Shiro Yoshida sortait mensuellement dans le Monthly Comic Garden édité par Mag Garden, entre juin 2016 et novembre 2016,.
Le premier tankōbon parut le 12 décembre 2016 ; le quatrième et dernier fut publié exactement deux ans plus tard,.

##### Liste des tomes
| no | Japonais         | Japonais      |
| no | Date de sortie   | ISBN          |
| -- | ---------------- | ------------- |
| 1  | 12 décembre 2016 | 9784800006356 |
| 2  | 10 août 2017     | 9784800007063 |
| 3  | 10 avril 2018    | 9784800007582 |
| 4  | 12 décembre 2018 | 9784800008121 |

#### Roman
Quatre romans sont sortis entre juin 2016 et février 2017.
Le premier et le dernier sont écrits par Junpei Kaosaka, tandis que les autres sont écrits par Miwa Kiyomune.
Le premier tome est une préquelle qui se situe deux ans avant la chute de la station d'Aragane ; les deux suivants retracent les événements de la série en approfondissant le point de vue des personnages ; enfin, le dernier décrit une version alternative du trajet que prend le Koutetsujou entre les stations de Yatsushiro et de Shitori.

##### Liste des tomes
| no | Japonais                                                            | Japonais              | Japonais      |
| no | Titre                                                               | Date de sortie        | ISBN          |
| -- | ------------------------------------------------------------------- | --------------------- | ------------- |
| 1  | Kōtetsujō no Kabaneri : Akatsuki (小説「甲鉄城のカバネリ」暁)       | 10 juin 2016          | 9784800005939 |
| 2  | Kōtetsujō no Kabaneri : jō (「甲鉄城のカバネリ」上)                 | 9 juillet 2016        | 9784800005946 |
| 3  | Kōtetsujō no Kabaneri : shita (「甲鉄城のカバネリ」下)              | 10 août 2016 1_note = |               |
| 4  | Kōtetsujō no Kabaneri : Tsuioku no Mura (甲鉄城のカバネリ 追憶の邑) | 28 février 2017       | 9784800006561 |

### Jeu vidéo
Koutetsujou no Kabaneri -Ran- Hajimaru Michiato (甲鉄城のカバネリ -乱- 始まる軌跡) est un jeu de rôle développé par TriFort et publié par DMM Games (initialement prévu pour l'été 2018, finalement publié le 19 décembre 2018 à partir de 15h). Une mise à jour du jeu nommée Yoake no Maika (夜明けの舞花) est mise en service entre le 3 juillet 2020 et le 18 février 2021.
Wit Studio s'occupe de la conception de personnages, ainsi que de la réalisation d'une courte séquence d'animation accompagnée d'un générique exclusif sur la chanson S_TEAM, composée par Hiroyuki Sawano pour la bande originale de la série et chantée par Eliana,.
Junpei Kaosaka, auteur de deux romans dérivés de la série, est responsable de l'histoire du jeu. Il raconte dans une interview que l'intrigue se déroule à Nakanokuni, quelque part dans la région du Chūbu (pour rappel, le pays de Hinomoto n'était pas uni à l'origine) : environ six mois après la chute du Kongoukaku, qui constituait la plus grande puissance du pays, Hinomoto finira par se fragmenter.
Le joueur dispose d'une équipe de cinq personnages et lance des combats au tour par tour automatisables. En plus des protagonistes de la série originale présents (en tant que protagonistes secondaires), de nouveaux personnages propres au jeu sont introduits, par exemple les orphelins Kaname, Haya et Chihiro. Il existe un système de roulette ou gacha (ガチャ) pour les débloquer.